# シャワー (アイドルグループ)
シャワーは、1980年代前半に活動していたアイドルグループ。

## 概要
- 資生堂「シャワーコロン」のCMのため、田辺エージェンシーによって集められたキャンペーンアイドルグループ。
- 1981年11月にオーディションが行われ、250人の中から選ばれた7人で結成。結成当初のグループ名は「シャワーズ」。
- 1982年2月21日、ビクター音楽産業からシングル『Do up・愛・ing（ラヴィング）』でレコードデビュー。デビュー当時の平均年齢は17歳。
- デビュー時のキャッチフレーズは、「資生堂“シャワー・コロン”ギャル　シャワーっとさわやかキャンパス・セブン」。

## メンバー
| 氏名                           | 生年月日               | 出身地         | 身長  | 衣装カラー | 備考                                         |
| ------------------------------ | ---------------------- | -------------- | ----- | ---------- | -------------------------------------------- |
| 秋山絵梨子 （あきやま えりこ） | 1963年6月21日（61歳）  | 東京都練馬区   | 169cm | パープル   | 現：陣内恵理子。陣内孝則夫人でモデル         |
| 村井美実 （むらい よしみ）     | 1964年2月10日（61歳）  | 東京都台東区   | 167cm | グリーン   |                                              |
| 村上里佳子 （むらかみ りかこ） | 1966年3月30日（58歳）  | 神奈川県川崎市 | 165cm | グレー     | 現：RIKACO。現在はタレントとして活動。       |
| 矢野有美 （やの ゆみ）         | 1966年7月15日（58歳）  | 東京都東村山市 | 163cm | ピンク     | 1985年に「経験・美少女」でソロデビュー       |
| 高鹿久子 （たかしか ひさこ）   | 1962年11月15日（62歳） | 東京都江東区   | 162cm | ブルー     |                                              |
| 中川雅世 （なかがわ まさよ）   | 1964年6月27日（60歳）  | 埼玉県桶川市   | 161cm | イエロー   | 後にレポーターに転身。                       |
| 尾上千昌 （おがみ ちあき）     | 1965年7月8日（59歳）   | 東京都世田谷区 | 160cm | オレンジ   | 1983年に「ときめきハイウェイ」でソロデビュー |

## ディスコグラフィ

### シングル
| 枚               | 発売日           | タイトル                                                                  | c/w                                                                 | オリコン最高位   |
| ビクター音楽産業 | ビクター音楽産業 | ビクター音楽産業                                                          | ビクター音楽産業                                                    | ビクター音楽産業 |
| ---------------- | ---------------- | ------------------------------------------------------------------------- | ------------------------------------------------------------------- | ---------------- |
| 1st              | 1982年2月21日    | Do up・愛・ing(ラヴィング) 作詞：岡田冨美子 作曲：惣領泰則 編曲：惣領泰則 | 恋のバカンスNo.1 作詞：岡田冨美子 作曲：はざまけんじ 編曲：惣領泰則 | 135位            |
| 2nd              | 1982年5月21日    | あっ!という間にビーチ・ラブ 作詞：森雪之丞 作曲：鮎川誠 編曲：大村憲司    | DO UP A-GO-GO 作詞：小林和子 作曲：佐藤隆 編曲：大村憲司            | -                |

### アルバム
| 枚               | 発売日           | タイトル            | オリコン最高位   |
| ビクター音楽産業 | ビクター音楽産業 | ビクター音楽産業    | ビクター音楽産業 |
| ---------------- | ---------------- | ------------------- | ---------------- |
| 1st              | 1982年7月21日    | Sing Single Singles | -                |

## 主な出演

### バラエティ番組
- 夜のヒットスタジオ （1982年3月15日、フジテレビ） - 『Do up・愛・ing』を披露
- レッツゴーヤング （1982年4月18日、NHK総合） - トム・トム・クラブの『エレファント』をカバー
- 第13回 オールスター紅白水泳大会 （1982年7月、フジテレビ・火曜ワイドスペシャル）

### CM
- 資生堂 「シャワーコロン」 （1982年）

### 雑誌
- 週刊現代 （1982年1月30日号、講談社） 「シャワーズ」名義で掲載
- mc Sister （1982年2月号、婦人画報社）
- 平凡パンチ （1982年3月1日号、マガジンハウス）
- オリコンウィークリー （1982年3月5日号：表紙）
- GORO （1982年3月25日号、小学館）
- 月刊明星 （1982年4月号、集英社）
- GALS LIFE （1982年5月号、主婦の友社）
- 週刊プレイボーイ （1982年8月31日号、集英社）